# 레몬첼로 도서관 탈출 게임
레몬첼로 도서관 탈출 게임(영어: Lemoncello Library Escape Game)은 크리스 그라번스타인의 소설 연작 레몬첼로 도서관 시리즈 중에서 첫번째 작품이다.

## 줄거리
최첨단 시설을 갖추고 새로 문을 열게 된 레몬첼로 도서관에서 열두 명의 열두 살 아이들이 그곳에서 보내는 특별한 하룻밤 그리고 손에 땀을 쥐게 하는 도서관 탈출 게임이 시작된다!